# Akihiro Hayashi
Akihiro Hayashi (林 彰洋, Hayashi Akihiro, Tokio, 7 mei 1987) is een Japans voetballer die als doelman speelt bij FC Tokyo.

## Clubcarrière
In 2006 ging Hayashi naar de Ryutsu Keizai University, waar hij in het schoolteam voetbalde. Nadat hij in 2009 afstudeerde, ging Hayashi spelen voor Plymouth Argyle FC. Hij tekende in 2010 bij Olympic Charleroi. In februari 2012 keerde hij terug naar Japan om te spelen voor Shimizu S-Pulse. Hij tekende in augustus 2013 bij Sagan Tosu. In 4 jaar speelde hij er 104 competitiewedstrijden. Hij tekende in augustus 2017 bij FC Tokyo.

## Interlandcarrière
Hayashi speelde met het nationale elftal voor spelers onder de 20 jaar op het WK –20 van 2007 in Canada.